# Pinochia monteverdensis
Pinochia monteverdensis là một loài thực vật có hoa trong họ La bố ma. Loài này được (J.F.Morales) M.E.Endress & B.F.Hansen mô tả khoa học đầu tiên năm 2007.